# Ann Morgan Guilbert
Ann Morgan Guilbert (n. 16 octombrie 1928, Minneapolis, Minnesota, SUA – d. 14 iunie 2016, Los Angeles, California, SUA) a fost o actriță și comică americană de televiziune și film. Aceasta a interpretat numeroase roluri încă din anii 1950, fiind cunoscută pentru rolul lui Millie Helper în sitcomul The Dick Van Dyke Show⁠(d), iar mai târziu pentru rolul lui Yetta Rosenberg⁠(d) în serialul Dădaca.

## Biografie
Guilbert s-a născut în Minneapolis, Minnesota, fiica lui Gerald Guilbert, medic, și a soției sale, Cornelia (născută Morgan). Bunicul său patern, Lionel Guilbert, a imigrat din Anglia.
A urmat liceul Solomon Juneau⁠(d) și, după ce s-a mutat la San Francisco, a studiat teatru la Universitatea Stanford. Și-a început cariera ca interpret și cântăreț în Billy Barnes Revue⁠(d) pe parcursul anilor 1950 și 1960.
După The Dick Van Dyke Show, a apărut în multe emisiuni de televiziune, printre care Adam-12⁠(d) (primul episod ), The Andy Griffith Show⁠(d), Love, American Style⁠(d), That Girl⁠(d), Dragnet⁠(d), Picket Fences⁠(d), Seinfeld, Larry David, inamicul public nr. 1⁠(d) și Lege si ordine: Brigada specială⁠(d). Din 1993 până în 1999, a apărut în rolul Yettei Rosenberg în Dădaca. În decembrie 2004, a participat la reuniunea The Nanny Reunion: A Nosh to Remember⁠(d) alături de Fran Drescher și ceilalți membri ai distribuției.
A apărut în lungmetraje precum A Guide for the Married Man⁠(d), Viva Max!⁠(d), Și mai morocănoși (în rolul mamei personajului Sophiei Loren) și Cu plăcere⁠(d), rol pentru care a câștigat CFA pentru cea mai bună actriță în rol secundar.

## Viața personală și moartea
Guilbert a fost căsătorit cu scriitorul și producătorul George Eckstein⁠(d) din 1951 până în 1966. Au avut împreună doi copii: actrița Hallie Todd⁠(d) și Nora Eckstein. A doua sa căsătorie a fost cu Guy Raymond⁠(d), relație care a durat din 1967 până la moartea sa în 1997.
Guilbert a murit de cancer în Los Angeles pe 14 iunie 2016 la vârsta de 87 de ani. Episodul 25 al serialului Life in Pieces⁠(d) i-a fost dedicat.

## Filmografie

### Filme
| An   | Titlu                         | Rol                                | Note |
| ---- | ----------------------------- | ---------------------------------- | ---- |
| 1962 | Two for the Seesaw            | Molly                              |      |
| 1963 | The Man from the Diners' Club | Ella Trask                         |      |
| 1964 | One Man's Way                 | Mrs. Grayle                        |      |
| 1967 | A Guide for the Married Man   | Technical Advisor (Charlie's Wife) |      |
| 1968 | How Sweet It Is!              | Bibi                               |      |
| 1969 | Viva Max!                     | Edna Miller                        |      |
| 1995 | Grumpier Old Men              | Francesca 'Mama' Ragetti           |      |
| 1998 | Sour Grapes                   | Mrs. Drier                         |      |
| 2010 | Please Give                   | Andra                              |      |

### Seriale
| An         | Titlu                             | Rol                             | Note                                                               |
| ---------- | --------------------------------- | ------------------------------- | ------------------------------------------------------------------ |
| 1961       | My Three Sons                     | Verna Foster                    | Episodul: "Unite or Sink"                                          |
| 1961–1966  | The Dick Van Dyke Show            | Millie Helper                   | Rol episodic                                                       |
| 1962       | You're Only Young Once            | Connie Fletcher                 | Film de televiziune                                                |
| 1963       | The Alfred Hitchcock Hour         | The Pet Shop Proprietress       | Episodul: "How to Get Rid of Your Wife"                            |
| 1966       | Hey, Landlord                     | Mrs. Henderson                  | Episodul: "Pursuit of a Dream"                                     |
| 1967       | 'Good Morning World               | Harriet Hatfield                | Episodul: "You vs. Me"                                             |
| 1967       | The Andy Griffith Show            | Ella                            | Episodul: "Aunt Bee's Cousin"                                      |
| 1967, 1970 | Dragnet 1967                      | Marnie Prout / Bessie McDermott | Episoadele: "The Big Neighbor", "Burglary: Helpful Woman"          |
| 1968       | Adam-12                           | Ruth Elkins                     | Episodul: "Log 1: The Impossible Mission"                          |
| 1969       | I Dream of Jeannie                | Thelma Crawford                 | Episodul: "Jeannie for the Defense"                                |
| 1969       | Room 222                          | Mrs. Garrett                    | Episodul: "Fathers and Sons"                                       |
| 1971       | The D.A.: Conspiracy to Kill      | Martha Grimes                   | Film de televiziune                                                |
| 1971       | The New Andy Griffith Show        | Nora                            | Rol secundar                                                       |
| 1971       | The Partridge Family              | Mrs. Bruner                     | Episodul: "The Undergraduate"                                      |
| 1971       | Love, American Style              | Mrs. Manfried                   | Segmentul: "Love and the Tuba"                                     |
| 1972       | Second Chance                     | Charlene                        | Film de televiziune                                                |
| 1972, 1974 | Emergency!                        | Tilly Meers / Cora              | Episoadele: "Women", "Surprise"                                    |
| 1973       | Chase                             | Mae Monroe                      | Episodul: "Pilot"                                                  |
| 1975       | The Ghost Busters                 | The Witch                       | Episodul: "Which Witch Is Which?"                                  |
| 1975       | On the Rocks                      | Mrs. Palik                      | Episodul: "Dear John"                                              |
| 1976       | Maude                             | Mathilda                        | Episodul: "Walter's Stigma"                                        |
| 1976       | Amelia Earhart                    | Esther Biddles                  | Miniserie                                                          |
| 1981       | Barney Miller                     | Ms. Swallock                    | Episodul: "Stress Analyzer"                                        |
| 1989       | Cheers                            | Marge Thornhill                 | Episodul: "Call Me, Irresponsible"                                 |
| 1989       | Newhart                           | Aunt Bess                       | Episodul: "Georgie and Bess"                                       |
| 1990       | Murder, She Wrote                 | Harriet De Vol                  | Episodul: "Murder: According to Maggie"                            |
| 1990–91    | The Fanelli Boys                  | Theresa Fanelli                 | Rol principal                                                      |
| 1991       | Blossom                           | Elizabeth                       | Episodul: "You Can't Go Home"                                      |
| 1991, 1996 | Seinfeld                          | Evelyn                          | Episoadele: "The Pen", "The Cadillac"                              |
| 1991, 1993 | Empty Nest                        | Mama Todd                       | Episoadele: "Windy", "Mama Todd, the Sequel"                       |
| 1992–1994  | Picket Fences                     | Myriam Wambaugh                 | Rol episodic (sezoanele 1–3)                                       |
| 1993       | Home Improvement                  | Wilson's Mother                 | Episodul: "To Build or Not to Build"                               |
| 1993–1999  | The Nanny                         | Yetta Rosenberg                 | Rol episodic                                                       |
| 2004       | The Dick Van Dyke Show Revisited  | Millie Helper                   | Film de televiziune                                                |
| 2005       | Curb Your Enthusiasm              | Lenore                          | Episodul: "Kamikaze Bingo"                                         |
| 2007       | State of Mind                     | Faye Fleischman                 | Episodul: "Passion Fishing"                                        |
| 2007       | Law & Order: Special Victims Unit | Church lady                     | Episodul: “Alternate”                                              |
| 2012       | Happily Divorced                  | Myrna                           | Episodul: "The Burial Plotz"                                       |
| 2012       | Friend Me                         | Mrs. Nesbitt                    | Episodul: "Evan Is Now Friends with Vrementashen"                  |
| 2012       | Before We Made It                 | Lily                            | Film de televiziune                                                |
| 2013       | Modern Family                     | Grams                           | Episodul: "ClosetCon '13"                                          |
| 2013–2015  | Getting On                        | Birdy Lamb                      | Rol episodic                                                       |
| 2014       | The Winklers                      | Chef                            | Film de televiziune                                                |
| 2015       | Grey's Anatomy                    | Gabby Margraff                  | Episodul: "Old Time Rock and Roll"                                 |
| 2016       | Life in Pieces                    | Gigi                            | Episoadele: "Soccer Gigi TV Mikey", "CryTunes Divorce Tablet Ring" |

## Teatru
| An   | Titlu                          | Rol       | Note              |
| ---- | ------------------------------ | --------- | ----------------- |
| 1959 | Billy Barnes Revue             | Interpret | Debut pe Broadway |
| 2000 | Touch the Names                | Interpret |                   |
| 2002 | Play Yourself                  | Selma     |                   |
| 2005 | A Naked Girl on the Appian Way | Sadie     |                   |